# Elizabeth Ferris
Pour les articles homonymes, voir Ferris.
Elizabeth Ferris, née le 19 novembre 1940 à Bridgewater (Somerset) et morte le 12 avril 2012 à Londres, est une plongeuse britannique, médaillée de bronze olympique en 1960.

## Biographie
Elle remporte la médaille de bronze en tremplin à 3 m lors des Jeux olympiques d'été de 1960. Elizabeth Ferris remporte également une médaille de bronze aux Jeux de l'Empire britannique et du Commonwealth de 1958 et une d'argent aux Jeux de l'Empire britannique et du Commonwealth de 1962 pour l'Angleterre.
Après sa carrière sportive, elle se tourne vers la recherche universitaire sur l'égalité des sexes, la médecine du sport et la lutte contre le dopage. Elle fonde aussi l'Association mondiale des olympiens. Lors de son décès en 2012, elle est la dernière britannique à avoir remporté une médaille olympique en plongeon.